# ペンションメッツア
『ペンションメッツア』は、WOWOWオリジナルドラマとして2021年1月16日から毎週土曜 0時00分 - （金曜深夜）にWOWOWプライムで放送されたテレビドラマ。監督・脚本は松本佳奈、主演は小林聡美。
誰もがみんな、特別な物語を持っている。どこかでそれを誰かに聞いてほしいと思っていると感じて訪れる古くからの友人や思わぬ出会いを果たす人物が、長野のカラマツ林に建つ1軒の家でペンションを営む女主人との2人芝居を繰り広げることで大事なことに気づかされる物語。
初回放送時、第4話が出演俳優の事故が原因で放送困難となり、第4話を除いた全6話完結で放送されたが、2022年4月3日再放送時に未公開であった第4話を含め全7話が放送された。また、この第4話は2021年8月4日発売のBlu-ray、DVDには収録されていない。

## キャスト
全話
- テンコ - 小林聡美
- 森の人 - もたいまさこ

『山の紳士』
- 常木 - 役所広司

『ひとりになりたい』
- ミツエ - 石橋静河
- 小川 - ベンガル

『燃す』
- フキ - 板谷由夏

『道半ば』
- 伊藤健太郎

『ヤマビコの休日』
- ヤマビコ - 山中崇

『むかしの男』
- コマちゃん - 光石研

『さすらう』
- ヤマメ - 三浦透子

## スタッフ
- 監督・脚本 - 松本佳奈
- 音楽 - 渡辺シュンスケ（Schroeder-Headz）

## 放送日程
| 各話   | 放送日  | サブタイトル     | 監督・脚本 |
| ------ | ------- | ---------------- | ---------- |
| 第1話  | 1月16日 | 山の紳士         | 松本佳奈   |
| 第2話  | 1月23日 | ひとりになりたい | 松本佳奈   |
| 第3話  | 1月30日 | 燃す             | 松本佳奈   |
| 第4話  |         | 道半ば           | 松本佳奈   |
| 第5話  | 2月06日 | ヤマビコの休日   | 松本佳奈   |
| 第6話  | 2月13日 | むかしの男       | 松本佳奈   |
| 最終話 | 2月20日 | さすらう         | 松本佳奈   |